# Don Donald
Don Donald – amerykański krótkometrażowy film animowany z 1937 roku w reżyserii Bena Sharpsteena.
Akcja rozgrywa się w pustynnych rejonach Meksyku. Kaczor Donald jest tu przedstawiony jako stereotypowy Meksykanin - podróżujący na ośle, z gitarą w rękach, w charakterystycznym stroju, z ogromnym sombrero na głowie. Śpiewa piosenkę Cielito Lindo jadąc do swojej ukochanej, Kaczki Daisy. Ta schodzi z balkonu po wysokim, piętrowym kaktusie, po czym wsiada na osła i wykonuje ludowy taniec kapeluszowy - Jarabe Tapatio, jednak potem osioł zrzuca ją z grzbietu, z czego Donald się śmieje. Daisy wścieka się na Donalda, uderza go i rozbija jego gitarę, a po powrocie do domu niszczy jego portret. Osioł naśmiewa się z sytuacji Donalda, więc ten zamienia osła na samochód i ponownie zjawia się przed domem Daisy. Ta jest zachwycona samochodem i całuje Donalda, który zabiera ją na przejażdżkę. Po chwili silnik przestaje działać. Donald próbuje rozwiązać problem, ale samochód reaguje zbyt mocno, wyrzuca Donalda z siedzenia kierowcy i rusza bez niego, więżąc Daisy na tylnym siedzeniu. Donald próbuje gonić samochód, ale zostaje dwa razy przejechany. W końcu samochód uderza w skałę, a Daisy wypada z niego i wpada do kałuży błota. Donald po raz kolejny śmieje się z wypadku Daisy, na co ona zaczyna okładać go trąbką klaksonu po głowie, po czym odjeżdża na monocyklu, który trzymała w torebce. Donald wyładowuje frustrację na samochodzie, rzucając w niego trąbką - wówczas eksploduje radiator i gorąca woda ląduje na jego sombrero, które się od tego znacznie kurczy.
Jest to pierwszy film z Kaczką Daisy.